# پیتزو دی پورکارسک
پیتزو دی پورکارسک (به لاتین: Pizzo di Porcaresc) یک کوه در سوئیس است که در کانتون تیچینو واقع شده‌است. پیتزو دی پورکارسک ۲٬۴۶۷ متر بالاتر از سطح دریا واقع شده‌است.